# إشتفان هالر
إشتفان هالر هو صحفي وسياسي مجري، ولد في 18 نوفمبر 1880 في Petrești, Satu Mare ‏ في رومانيا، وتوفي في 5 مارس 1964 في بودابست في المجر.